# Коническая комбинация
Коническая комбинация (коническая сумма, взвешенная сумма) — операция над конечным набором векторов {\displaystyle x_{1},x_{2},\dots ,x_{n}} в евклидовом пространстве, сопоставляющая этому набору вектор вида:
{\displaystyle \alpha _{1}x_{1}+\alpha _{2}x_{2}+\cdots +\alpha _{n}x_{n}},
где все числа {\displaystyle \alpha _{i}} удовлетворяют условию {\displaystyle \alpha _{i}\geqslant 0}.
Название связано с фактом, что коническая сумма векторов определяет конус (возможно, в подпространстве меньшей размерности).
Коническая оболочка — множество всех конических комбинаций для данного множества {\displaystyle S}, обозначается {\displaystyle \operatorname {cone} (S)} или {\displaystyle \operatorname {coni} (S)}. То есть:
{\displaystyle \operatorname {coni} (S)=\left\lbrace \sum _{i=1}^{k}\alpha _{i}x_{i}\;{\Big |}\;x_{i}\in S,\,\alpha _{i}\in \mathbb {R} ,\,\alpha _{i}\geq 0,i,k=1,2,\dots \right\rbrace }.
По определению начало координат принадлежит всем коническим оболочкам.
Коническая оболочка множества {\displaystyle S} является выпуклым множеством. Фактически она является пересечением всех выпуклых конусов, содержащих {\displaystyle S}, объединённым с началом координат. Если {\displaystyle S} является компактным пространством (в частности, если оно состоит из конечного числа точек), добавление начала координат к пересечению всех выпуклых конусов не требуется.
Если поделить каждый коэффициент конической комбинации на сумму всех её коэффициентов, то станет ясно, что всякая ненулевая коническая комбинация представляет собой масштабированную выпуклая комбинация. В этой связи конические комбинации и конические оболочки могут рассматриваться как выпуклые комбинации и выпуклые оболочки в проективном пространстве.
Хотя выпуклая оболочка компактного множества также является компактным множеством, для конической оболочки это неверно, так как в общем случае она не ограничена. Более того, коническая оболочка компакта даже не обязательно будет замкнутым множеством — контрпримером служит сфера, проходящая через начало координат, конической оболочкой которой является открытое полупространство плюс начало координат. Однако если {\displaystyle S} является непустым компактным множеством, не содержащим начало координат, коническая оболочка множества {\displaystyle S} является замкнутым множеством.